# حلبة كوكا كولا
```
حلبة 
كوكا-كولا
 هي حلبة داخلية مغطاة متعددة الاستخدام تقع في حي سيتي ووك 
بدبي
، 
الإمارات العربية المتحدة
.
[
1
]
[
2
]
[
3
]
[
4
]
 افتتحت في عهد محمد بن راشد المكتوم في 6 يونيو 2019.
[
5
]
```

وتعد الساحة الأولى المكيفة بالكامل  من نوعها في منطقة الشرق الأوسط وتستضيف العروض الترفيهية والفعاليات الرياضية العالمية على مدار 12 شهرًا في السنة، بما في ذلك أشهر الصيف والتي ترتفع بها درجات الحرارة وتقل فيه جدول الفعاليات الحية في المنطقة. وتعد الحلبة الكبيرة الوحيدة من نوعها متعددة الأغراض والاستخدامات من بين إسطنبول وسنغافورة.

## أعمال بناء

### هيكل السقف
تعد حلبة كوكا-كولا هي واحدة من أكثر الساحات تقدمًا من الناحية التكنولوجية في العالم. يمكن أن يدعم هيكل السقف  190 طنًا متريًا، مما يعني أن الساحة يمكن أن تستضيف أكبر الفعاليات في العالم بسهولة.

### إضاءة واجهة المبنى
تحتوي واجهة حلبة كوكا-كولا على نظام إضاءة فعال للواجهة المضاءة  يتكون من 4,600 من نظام ثنائي الانبعاث الضوئي (LED)  مما يعني أنه يمكن إضاءة المبنى بمجموعة من الأنماط والألوان. تضاء الساحة تقليديًا باللون الأحمر لتمثيل اسم الحلبة وهو لون علامة كوكا-كولا.

### نظام الجلوس الدائري
يمكن أن تستوعب حلبة كوكا-كولا ما يصل إلى 17000 شخص  ويمكن ترتيبهم في مجموعة من أوضاع الجلوس ومشاهدة مختلفة بما في ذلك وضعية المسرح المفتوح، الوضعية الدائرية والمؤثرة. هذا يعني أنه يمكن استضافة جميع أنواع الفعاليات والحفلات الموسيقية الكبيرة إلى العروض الضخمة وأمسيات العشاء. تحتوي القاعة الرئيسية على أربعة مستويات. يتكون الطابقان الأول والرابع من مقاعد ثابتة بينما يتكون المستويين الثاني والثالث من مستويين من أجنحة الضيافة. كما يمكن إضافة طبقة إضافية من المقاعد بفضل المقعد القابل للسحب الآلي على أرضية القاعة مما يسمح بتغيير تخطيط الساحة وفقًا لمقياس الفعالية بغض النظر عن حجمها صغيرًا أو كبيرًا. كما يوجد أيضًا تراس لتناول الطعام ومشاهدة المسرح على المستوى الثالث ويمكن استخدامه لاستضافة احداث خاصة وحفلات ما بعد العرض.

## الموقع
تقع حلبة كوكا-كولا في حي سيتي ووك ، وهي منطقة سياحية تجارية تقع في قلب دبي بالقرب من برج خليفة. والحلبة هي المكان الأول من نوعه في دبي الذي يقع داخل وسط المدينة، كما إنه محاط بمنافذ للبيع والمطاعم والأنشطة والمعالم السياحية وبالقرب من خطوط المواصلات العامة.
- مترو دبي برج خليفة / دبي مول - 8 دقائق
- مطار دبي الدولي - 12 دقيقة

## أحداث

### كوميديا
- استضاف العرض الأول الذي أقيم على الساحة الممثل الكوميدي راسل بيترز كجزء من جولة ديبورتيد العالمية [12] في 6 يونيو 2019.

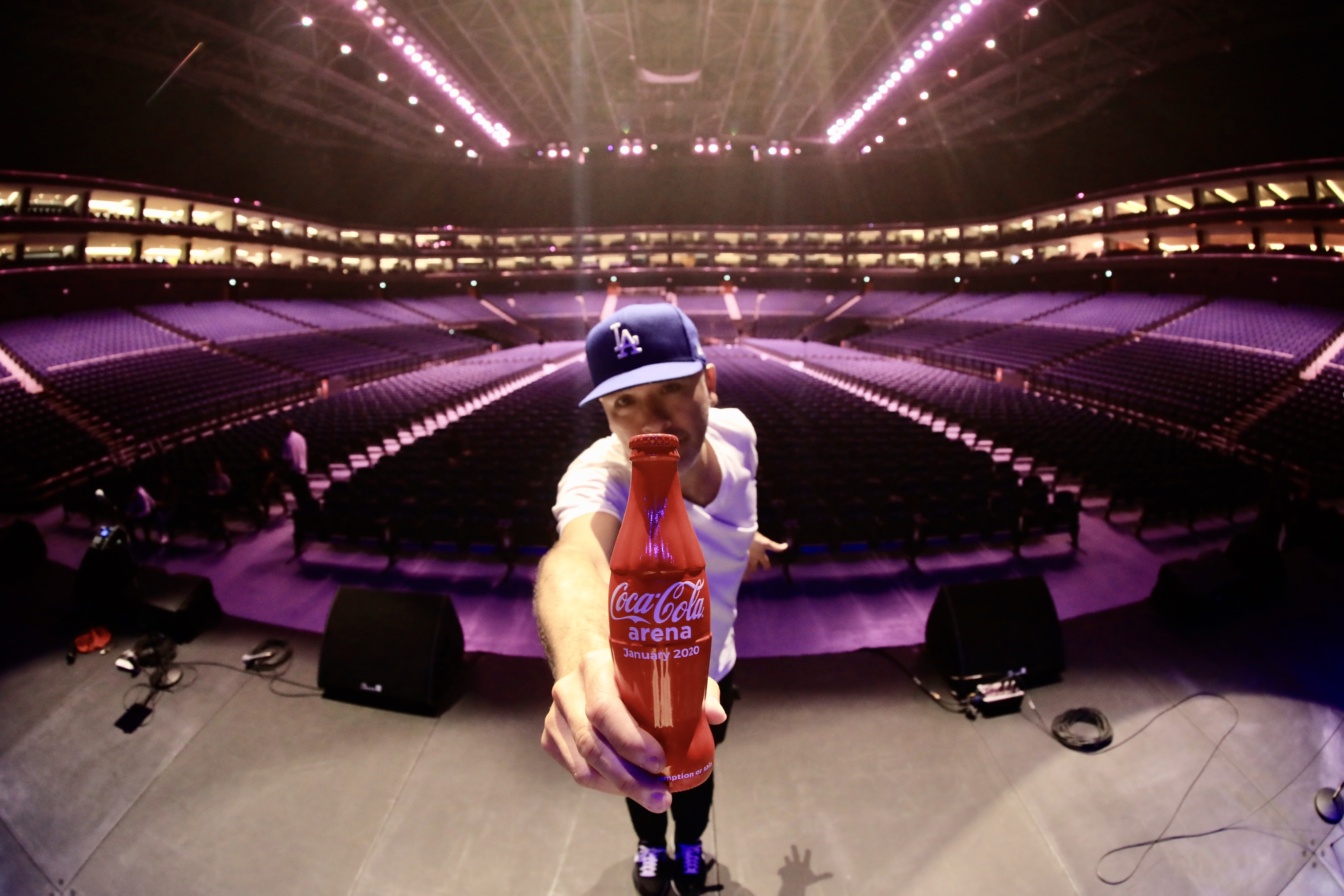
جو كوي في كوكاكولا أرينا

- قدم جو كوي جولته العالمية "Just Kidding World" في حلبة كوكا-كولا في 20 يناير 2020.
- غنت فرقة البوب روك مارون 5 الأمريكية على الهواء مباشرة في حلبة كوكا-كولا في 14 يونيو 2019 كجزء من جولة Red Pill Blues .[13] كان هذا أول حفل موسيقي أقيم في المكان.

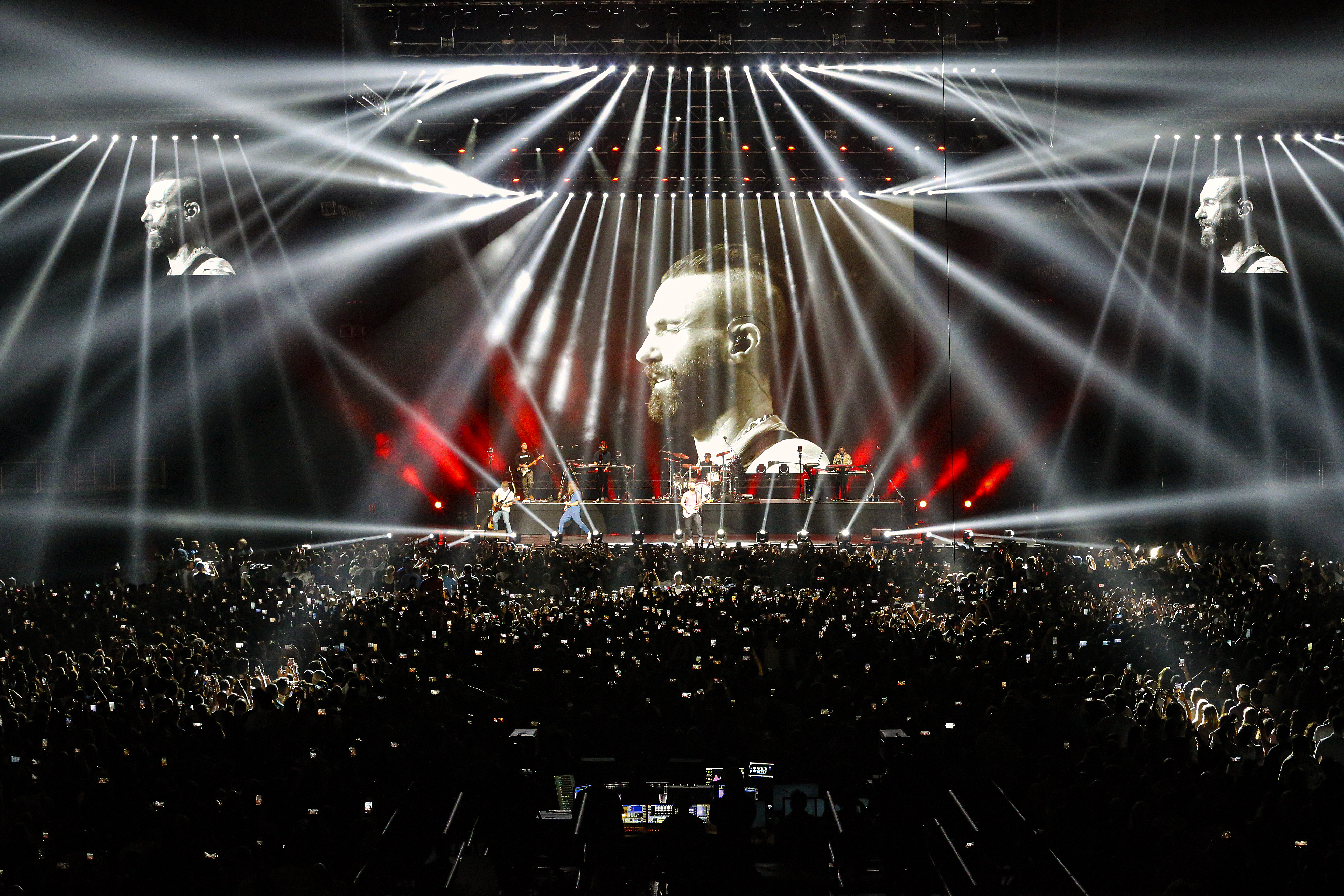
مارون 5 في كوكاكولا أرينا

- مارون 5 في كوكاكولا أرينا فرقة موسيقى الروك البريطانية المستقلة لعبت عام 1975 لأول مرة في الشرق الأوسط في حلبة كوكا-كولا في 14 أغسطس 2019 كجزء من جولتها العالمية الأخيرة.[14][15]
- أحيت فرقة البوب الأيرلندية الصوتية Westlife شملها في جولة Twenty Tour في حلبة كوكا-كولا في 29 أغسطس 2019.[16]
- أي.أر. رحمان، أحد أفضل الفنانين تسجيلاً على مستوى العالم على الإطلاق، أقام عرضاً في حلبة كوكا-كولا في 15 نوفمبر 2019.
- شارك النجمان العربيان راشد الماجد وماجد المهندس في حلبة كوكا-كولاا في 30 يناير 2020 كجزء من مهرجان دبي للتسوق.
- شارك جون ليجند في كوكاكولا أرينا في 31 يناير 2020 كجزء من مهرجان دبي للتسوق